# Campionati mondiali di biathlon 2019
I Campionati mondiali di biathlon 2019 si sono svolti a Östersund, in Svezia, dal 7 al 17 marzo 2019. Tutte le gare sono valse anche ai fini della Coppa del Mondo 2019. Per la prima volta si sono assegnate le medaglie della staffetta mista individuale.

## Calendario
| Uomini |                             |               | 10 km sprint | 12,5 km inseguimento |   |                   | 20 km individuale |                                           |   | Staffetta 4x7,5 km | 15 km mass start   | 5  |
| Donne  |                             | 7,5 km sprint |              | 10 km inseguimento   |   | 15 km individuale |                   |                                           |   | Staffetta 4x6 km   | 12,5 km mass start | 5  |
| Misto  | Staffetta 2x6 km + 2x7,5 km |               |              |                      |   |                   |                   | Staffetta mista individuale 6 km + 7,5 km |   |                    |                    | 2  |
| Totale | 1                           | 1             | 1            | 2                    | 0 | 1                 | 1                 | 1                                         | 0 | 2                  | 2                  | 12 |

## Uomini

### Risultati

#### Sprint 10 km
| Pos. | Atleta   | Nazione                | Tempo   |
| ---- | -------- | ---------------------- | ------- |
| 1    | Norvegia | Johannes Thingnes Bø   | 24:37.6 |
| 2    | Russia   | Aleksandr Loginov      | +13.7   |
| 3    | Francia  | Quentin Fillon Maillet | +16.5   |
| 4    | Ucraina  | Dmytro Pidručnyj       | +16.8   |
| 5    | Francia  | Simon Desthieux        | +24.8   |
| 6    | Francia  | Martin Fourcade        | +32.5   |
| 7    | Norvegia | Erlend Bjøntegaard     | +34.8   |
| 8    | Germania | Erik Lesser            | +44.7   |
| 9    | Germania | Arnd Peiffer           | +47.3   |
| 10   | Svizzera | Benjamin Weger         | +49.8   |

9 marzo ore 16:30

#### Inseguimento 12,5 km
| Pos. | Atleta   | Nazione                | Tempo   |
| ---- | -------- | ---------------------- | ------- |
| 1    | Ucraina  | Dmytro Pidručnyj       | 31:54.1 |
| 2    | Norvegia | Johannes Thingnes Bø   | +8.3    |
| 3    | Francia  | Quentin Fillon Maillet | +17.7   |
| 4    | Norvegia | Tarjei Bø              | +18.1   |
| 5    | Francia  | Martin Fourcade        | +27.8   |
| 6    | Lettonia | Andrejs Rastorgujevs   | +40.8   |
| 7    | Francia  | Antonin Guigonnat      | +47.3   |
| 8    | Svizzera | Benjamin Weger         | +47.8   |
| 9    | Russia   | Evgenij Garaničev      | +48.3   |
| 10   | Austria  | Simon Eder             | +49.3   |

10 marzo ore 16:30

#### Partenza in linea 15 km
| Pos. | Atleta                 | Nazione  | Tempo   |
| ---- | ---------------------- | -------- | ------- |
| 1    | Dominik Windisch       | Italia   | 40:54.1 |
| 2    | Antonin Guigonnat      | Francia  | +22.8   |
| 3    | Julian Eberhard        | Austria  | +23.3   |
| 4    | Aleksandr Loginov      | Russia   | +27.4   |
| 5    | Quentin Fillon Maillet | Francia  | +33.2   |
| 6    | Arnd Peiffer           | Germania | +39.6   |
| 7    | Simon Eder             | Austria  | +43.9   |
| 8    | Benedikt Doll          | Germania | +44.4   |
| 9    | Tarjei Bø              | Norvegia | +47.9   |
| 10   | Dmytro Pidručnyj       | Ucraina  | +48.2   |

17 marzo ore 16:00

#### Individuale 20 km
| Pos. | Atleta   | Nazione                    | Tempo   |
| ---- | -------- | -------------------------- | ------- |
| 1    | Germania | Arnd Peiffer               | 52:42.4 |
| 2    | Bulgaria | Vladimir Iliev             | +1:08.7 |
| 3    | Norvegia | Tarjei Bø                  | +1:09.1 |
| 4    | Svezia   | Sebastian Samuelsson       | +1:35.1 |
| 5    | Italia   | Lukas Hofer                | +1:53.2 |
| 6    | Francia  | Simon Desthieux            | +1:54.0 |
| 7    | Russia   | Evgenij Garaničev          | +1:56.5 |
| 8    | Norvegia | Vetle Sjåstad Christiansen | +1:59.2 |
| 9    | Norvegia | Johannes Thingnes Bø       | +2:00.9 |
| 10   | Germania | Benedikt Doll              | +2:03.5 |

13 marzo ore 16:10

#### Staffetta 4x7,5 km
| Pos. | Nazione     | Atleti                                                                         | Tempo     |
| ---- | ----------- | ------------------------------------------------------------------------------ | --------- |
| 1    | Norvegia    | Lars Helge Birkeland Vetle Sjåstad Christiansen Tarjei Bø Johannes Thingnes Bø | 1:12:03.7 |
| 2    | Germania    | Erik Lesser Roman Rees Arnd Peiffer Benedikt Doll                              | +38.1     |
| 3    | Russia      | Matvej Eliseev Nikita Poršnev Dmitrij Malyško Aleksandr Loginov                | +1:04.4   |
| 4    | Rep. Ceca   | Michal Šlesingr Ondřej Moravec Tomáš Krupčík Michal Krčmář                     | +1:20.7   |
| 5    | Slovenia    | Miha Dovžan Jakov Fak Klemen Bauer Rok Tršan                                   | +1:22.4   |
| 6    | Francia     | Antonin Guigonnat Quentin Fillon Maillet Simon Desthieux Martin Fourcade       | +1:37.2   |
| 7    | Svezia      | Fredrik Lindström Jesper Nelin Martin Ponsiluoma Sebastian Samuelsson          | +1:37.4   |
| 8    | Austria     | Felix Leitner Simon Eder Dominik Landertinger Julian Eberhard                  | +2:00.1   |
| 9    | Bulgaria    | Krasimir Anev Anton Sinapov Dimitar Gerdzhikov Vladimir Iliev                  | +2:03.9   |
| 10   | Bielorussia | Anton Smol'ski Raman Yaliotnau Sergey Bocharnikov Uladzimir Čapelin            | +2:04.0   |

16 marzo ore 16:30

## Donne

### Risultati

#### Sprint 7,5 km
| Pos. | Atleta     | Nazione                    | Tempo   |
| ---- | ---------- | -------------------------- | ------- |
| 1    | Slovacchia | Anastasija Kuz'mina        | 22:17.5 |
| 2    | Norvegia   | Ingrid Landmark Tandrevold | +9.7    |
| 3    | Germania   | Laura Dahlmeier            | +12.6   |
| 4    | Svezia     | Hanna Öberg                | +13.2   |
| 5    | Svezia     | Mona Brorsson              | +21.7   |
| 6    | Germania   | Denise Herrmann            | +23.9   |
| 7    | Rep. Ceca  | Markéta Davidová           | +26.5   |
| 8    | Russia     | Ekaterina Jurlova-Percht   | +31.4   |
| 9    | Norvegia   | Tiril Eckhoff              | +32.6   |
| 10   | Italia     | Dorothea Wierer            | +33.2   |

8 marzo ore 16:15

#### Inseguimento 10 km
| Pos. | Atleta     | Nazione                    | Tempo   |
| ---- | ---------- | -------------------------- | ------- |
| 1    | Germania   | Denise Herrmann            | 31:45.9 |
| 2    | Norvegia   | Tiril Eckhoff              | +31.4   |
| 3    | Germania   | Laura Dahlmeier            | +31.6   |
| 4    | Norvegia   | Marte Olsbu Røiseland      | +1:35.0 |
| 5    | Svezia     | Hanna Öberg                | +1:35.0 |
| 6    | Slovacchia | Anastasija Kuz'mina        | +1:41.3 |
| 7    | Svezia     | Mona Brorsson              | +1:47.2 |
| 8    | Norvegia   | Ingrid Landmark Tandrevold | +2:01.2 |
| 9    | Russia     | Evgenija Pavlova           | +2:14.3 |
| 10   | Italia     | Lisa Vittozzi              | +2:32.2 |

10 marzo ore 13:45

#### Partenza in linea 12,5 km
| Pos. | Atleta      | Nazione                  | Tempo   |
| ---- | ----------- | ------------------------ | ------- |
| 1    | Italia      | Dorothea Wierer          | 37:26.4 |
| 2    | Russia      | Ekaterina Jurlova-Percht | +4.9    |
| 3    | Germania    | Denise Herrmann          | +15.4   |
| 4    | Svezia      | Hanna Öberg              | +52.7   |
| 5    | Norvegia    | Tiril Eckhoff            | +57.7   |
| 6    | Germania    | Laura Dahlmeier          | +1:03.4 |
| 7    | Norvegia    | Marte Olsbu Røiseland    | +1:10.1 |
| 8    | Italia      | Lisa Vittozzi            | +1:11.2 |
| 9    | Svezia      | Linn Persson             | +1:29.7 |
| 10   | Stati Uniti | Joanne Reid              | +1:32.1 |

17 marzo ore 13:15

#### Individuale 15 km
| Pos. | Atleta     | Nazione              | Tempo   |
| ---- | ---------- | -------------------- | ------- |
| 1    | Svezia     | Hanna Öberg          | 43:10.4 |
| 2    | Italia     | Lisa Vittozzi        | +23.6   |
| 3    | Francia    | Justine Braisaz      | +32.5   |
| 4    | Germania   | Laura Dahlmeier      | +39.5   |
| 5    | Slovacchia | Paulína Fialková     | +45.5   |
| 6    | Svezia     | Mona Brorsson        | +49.9   |
| 7    | Austria    | Lisa Theresa Hauser  | +53.7   |
| 8    | Italia     | Dorothea Wierer      | +1:06.7 |
| 9    | Svizzera   | Selina Gasparin      | +1:59.5 |
| 10   | Ucraina    | Anastasija Merkušyna | +2:04.6 |

12 marzo ore 15:30

#### Staffetta 4x6 km
| Pos. | Nazione     | Atlete                                                                          | Tempo     |
| ---- | ----------- | ------------------------------------------------------------------------------- | --------- |
| 1    | Norvegia    | Synnøve Solemdal Ingrid Landmark Tandrevold Tiril Eckhoff Marte Olsbu Røiseland | 1:12:00.1 |
| 2    | Svezia      | Linn Persson Mona Brorsson Anna Magnusson Hanna Öberg                           | +24.3     |
| 3    | Ucraina     | Anastasija Merkušyna Vita Semerenko Julija Džyma Valj Semerenko                 | +35.1     |
| 4    | Germania    | Vanessa Hinz Franziska Hildebrand Denise Herrmann Laura Dahlmeier               | +35.6     |
| 5    | Russia      | Evgenija Pavlova Svetlana Mironova Ul'jana Kajševa Ekaterina Jurlova-Percht     | +43.6     |
| 6    | Slovacchia  | Ivona Fialková Terézia Poliaková Anastasija Kuz'mina Paulína Fialková           | +53.1     |
| 7    | Polonia     | Kinga Zyblut Monika Hojnisz Magdalena Gwizdoń Kamila Żuk                        | +1:47.1   |
| 8    | Francia     | Anaïs Chevalier Célia Aymonier Julia Simon Justine Braisaz                      | +1:57.4   |
| 9    | Stati Uniti | Susan Dunklee Clare Egan Joanne Reid Hannah Dreissigacker                       | +2:22.3   |
| 10   | Italia      | Lisa Vittozzi Nicole Gontier Alexia Runggaldier Federica Sanfilippo             | +2:32.9   |

16 marzo ore 13:15

## Misto

### Risultati

#### Staffetta Mista 2x6 km + 2x7,5 km
| Pos. | Nazione   | Atleti                                                                              | Tempo     |
| ---- | --------- | ----------------------------------------------------------------------------------- | --------- |
| 1    | Norvegia  | Marte Olsbu Røiseland Tiril Eckhoff Johannes Thingnes Bø Vetle Sjåstad Christiansen | 1:17:41.4 |
| 2    | Germania  | Vanessa Hinz Denise Herrmann Arnd Peiffer Benedikt Doll                             | +13.1     |
| 3    | Italia    | Lisa Vittozzi Dorothea Wierer Lukas Hofer Dominik Windisch                          | +1:09.6   |
| 4    | Russia    | Evgenija Pavlova Ekaterina Jurlova-Percht Dmitrij Malyško Aleksandr Loginov         | +1:32.4   |
| 5    | Svezia    | Linn Persson Hanna Öberg Jesper Nelin Sebastian Samuelsson                          | +1:35.3   |
| 6    | Rep. Ceca | Veronika Vítková Markéta Davidová Ondřej Moravec Michal Krčmář                      | +1:51.3   |
| 7    | Ucraina   | Anastasija Merkušyna Vita Semerenko Artem Pryma Dmytro Pidručnyj                    | +2:27.2   |
| 8    | Francia   | Anaïs Chevalier Julia Simon Martin Fourcade Simon Desthieux                         | +2:41.2   |
| 9    | Polonia   | Magdalena Gwizdoń Kinga Zyblut Grzegorz Guzik Łukasz Szczurek                       | +2:45.8   |
| 10   | Finlandia | Venla Lehtonen Kaisa Mäkäräinen Tero Seppälä Olli Hiidensalo                        | +2:53.2   |

7 marzo ore 16:15

#### Staffetta Mista individuale 6 km + 7,5 km
| Pos. | Nazione   | Atleti                                     | Tempo   |
| ---- | --------- | ------------------------------------------ | ------- |
| 1    | Norvegia  | Marte Olsbu Røiseland Johannes Thingnes Bø | 35:43.2 |
| 2    | Italia    | Dorothea Wierer Lukas Hofer                | +13.4   |
| 3    | Svezia    | Hanna Öberg Sebastian Samuelsson           | +20.0   |
| 4    | Germania  | Denise Herrmann Erik Lesser                | +30.5   |
| 5    | Ucraina   | Anastasija Merkušyna Dmytro Pidručnyj      | +41.5   |
| 6    | Russia    | Evgenija Pavlova Matvej Eliseev            | +52.7   |
| 7    | Francia   | Julia Simon Antonin Guigonnat              | +1.06.5 |
| 8    | Austria   | Lisa Hauser Simon Eder                     | +1.08.1 |
| 9    | Rep. Ceca | Eva Puskarčíková Ondřej Moravec            | +1:34.1 |
| 10   | Lettonia  | Baiba Bendika Andrejs Rastorgujevs         | +1:38.8 |

14 marzo ore 17:10

## Medagliere per nazioni
| Pos.   | Nazione    | Oro | Argento | Bronzo | Totale |
| ------ | ---------- | --- | ------- | ------ | ------ |
| 1      | Norvegia   | 5   | 3       | 1      | 9      |
| 2      | Germania   | 2   | 2       | 3      | 7      |
| 3      | Italia     | 2   | 2       | 1      | 5      |
| 4      | Svezia     | 1   | 1       | 1      | 3      |
| 5      | Ucraina    | 1   | 0       | 1      | 2      |
| 6      | Slovacchia | 1   | 0       | 0      | 1      |
| 7      | Russia     | 0   | 2       | 1      | 1      |
| 8      | Francia    | 0   | 1       | 3      | 4      |
| 9      | Bulgaria   | 0   | 1       | 0      | 1      |
| 10     | Austria    | 0   | 0       | 1      | 1      |
| Totale | Totale     | 12  | 12      | 12     | 36     |